# Mistrzostwa Świata w Piłce Ręcznej Kobiet 2017 (składy)
Artykuł grupuje składy żeńskich reprezentacji narodowych w piłce ręcznej, które wystąpiły podczas Mistrzostw Świata w Piłce Ręcznej Kobiet 2017 rozegranych w Niemczech od 1 do 17 grudnia 2017 roku.

## Grupa A

### Angola
Źródło

### Francja
Źródło

### Hiszpania
Źródło

### Paragwaj
Źródło

### Rumunia
Źródło

### Słowenia
Źródło

## Grupa B

### Argentyna
Źródło

### Czechy
Źródło

### Norwegia
Źródło

### Polska
Źródło

### Szwecja
Źródło

### Węgry
Źródło

## Grupa C

### Brazylia
Źródło

### Czarnogóra
Źródło

### Dania
Źródło

### Japonia
Źródło

### Rosja
Źródło

### Tunezja
Źródło

## Grupa D

### Chiny
Źródło

### Holandia
Źródło

### Kamerun
Źródło

### Korea Południowa
Źródło

### Niemcy
Źródło

### Serbia
Źródło